# Bordeaux-Marseille
Bordeaux-Marseille est une ancienne course cycliste à étapes française, organisée de 1923 à 1931 entre Bordeaux chef-lieu du département de la Gironde, en région Nouvelle-Aquitaine et Marseille chef-lieu du département des Bouches-du-Rhône et préfecture de la région Provence-Alpes-Côte d'Azur. 

## Palmarès
| Année   | Vainqueur        | Deuxième          | Troisième         |
| ------- | ---------------- | ----------------- | ----------------- |
| 1923    | Charles Juseret  | Armand Lemée      | Denis Verschueren |
| Étape 1 | Charles Juseret  | Denis Verschueren | Emile Thollembeek |
| Étape 2 | Armand Lemée     | Hilaire Hellebaut | Charles Juseret   |
| 1924    | Max Suter        | Henri Suter       | Robert Jacquinot  |
| Étape 1 | Max Suter        | Henri Suter       | Joseph Massal     |
| Étape 2 | Jean Alavoine    | Henri Suter       | Marcel Maurel     |
| Étape 3 | Henri Suter      | Robert Jacquinot  | Joseph Curtel     |
| 1930    | Salvador Cardona | Gabriel Hargues   | Marcel Tissier    |
| 1931    | Salvador Cardona | Lucien Laval      | Robert Laforgue   |
| Étape 1 | Gaston Deschamps |                   |                   |
| Étape 2 | Leander Ghyssels |                   |                   |